# Аналитична психология
Аналитичната психология (понякога също Юнгианска психология) е понятие, въведено от швейцарския психиатър Карл Юнг. То се отнася и за психологическата школа, чиито основи идват от неговите идеи и която бива развита от негови студенти и съмишленици. Юнг се отделя от Фройдовата психоанализа, с която има няколко години на сътрудничество, след което поема по друг път на развитие. В тази школа целта е разбиране и интеграция на дълбинните сили и мотивации, които изграждат човешкото поведение, от практиката на кумулативната феноменология, около значимостта на сънищата, фолклора и митологията. Дълбинната психология и психологията на архетипите са свързани в това, че и двете използват модела на несъзнателния ум, като източник на лекуване и развитие на индивида.

## Основи
Основното допускане е, че личното несъзнателно е потенциална част, може би по-важната, по-активна част от нормалната човешка психика. Надеждната комуникация между съзнателните и несъзнателни части на психиката е необходима за постигане пълнотата на цялостната личност.
Решаваща е вярата, че сънищата показват идеите, вярванията и чувствата на всеки индивид, не се осъзнават лесно, но е нужно да се анализират /такъв материал е събран в „Персонализиран речник на визуалните метафори“/. Нещата „познати, но непознати“, съдържащи се в несъзнателното и сънищата, са основното средство за изразяване на несъзнателното.
Аналитичната психология прави разлика между лично и колективно несъзнателно. Колективното несъзнателно съдържа архетипи, общи за всички човешки същества. Индивидуацията може да извади на повърхността символи, които не взаимодействат с жизнените преживявания на отделния човек. Това съдържание може лесно да бъде видяно като отговор на по-фундаментални въпроси на човечността: живот, смърт, значение, щастие, страх. Тези духовни концепции могат „да изникнат“ и да бъдат интегрирани в личността.

### Колективно несъзнателно
Концепцията на Юнг за колективното несъзнателно често е погрешно интерпретирана. За да се разбере тя, важно е да се анализират и архетипите на Юнг.
Архетипите на колективното несъзнателно могат да бъдат разглеждани като ДНК на човешкото психе. Точно както всички хора споделят общо физическо наследство и предразположеност към специфични общи физически форми (като наличието на две ръце, сърце и т.н.), така имат присъщи психологически предразположения във формата на архетипи, които изграждат колективното несъзнателно.
В противоположност на обективния материален свят, субективната сфера на архетипите не може да бъде напълно разбрана чрез количествени модели на изследване. Вместо това може да бъде разкрита по-пълно, чрез изследване на символните връзки на човешкото психе: в изкуството, сънищата, религията, мита и в основите на човешките модели на взаимоотношения и поведение. Посвещавайки живота си на задачата да изследва и разбере колективното несъзнателно, Юнг теоретизира, че известен брой символични теми съществуват във всички култури, епохи и във всеки индивид.

### Архетипи
Използването на психологическите архетипи било подобрено от Юнг през 1919 г. В психологическата рамка на Юнг, архетипите са същностни, универсални прототипи на идеи и могат да бъдат използвани, за да се интерпретират наблюденията. Група спомени и интерпретации, асоциирани с архетип, са комплекс. Например майчиният комплекс се асоциира с майчиния архетип. Юнг приемал архетипите като психологически органи, аналогични на физическите и че и двата вида имат морфологични дадености, които израстват по време на еволюцията.

### Себереализация и невротизъм
Вътрешната нужда от себереализация подтиква хората да търсят и интегрират отхвърлените материали. Този естествен процес се нарича индивидуация или процес на превръщане в индивидуалност.
Според Юнг, себереализацията може да бъде разделена на две отделни разклонения. В първата половина от нашия живот ние се отделяме от човечността. Опитваме се да създадем нашата собствена идентичност (Аз, себе си). Това е така, защото младите хора имат нужда да бъдат деструктивни, каквато е и враждебността на тийнейджърите към родителите им. Юнг казва, че имаме нещо като „втори пубертет“, който се появява между 35 – 40 г., перспективата се променя от наблягане на материалното, сексуалността и раждането на деца, към загриженост за общността и духовността.
Във втората половина от живота, хората се събират с човешката раса. Те отново стават част от колективното. Това е времето, когато възрастните започват да допринасят повече за човечността (време за доброволчество, строеж, градинарство, създаване на изкуство и т.н.), отколкото да унищожават. Те отдават повече внимание на несъзнателните си и съзнателни чувства. Млад човек рядко ще каже: „Чувствам се ядосан“ или „Тъжен съм“. Това е така, защото те все още не са се присъединили отново към човешкото колективно преживяване, общото възстановяване в техните късни, мъдри години, според Юнг. Обща тема за младите бунтовници, в „търсене“ на тяхната истинска същност, е осъзнаването, че приноса към човечността е основна нужда, за да бъдат изцяло себе си.
Юнг предполага, че главната цел на колективното несъзнателно и себереализацията е да ни доведат до най-висшето преживяване. То, разбира се, е духовно.
Ако човек не продължи развитието си към самопознанието, могат да се появят невротични симптоми. Симптомите са с широки граници, включващи например: фобии, фетишизъм, депресия.

### Сянката
Сянката е несъзнателен комплекс, който се определя като „потиснати и задържани аспекти на съзнателното себе си“. Има конструктивни и деструктивни типове сянка.
В деструктивната страна, тя често представя всичко, което съзнателната личност не иска да разбере за себе си. Например, някой който се идентифицира като любезен има сянка, която е груба или нелюбезна. Сянката на личности, които са убедени, че са грозни, е красива.
От конструктивна страна, сянката може да представя скрити позитивни влияния. Това може да бъде обяснено като „злато в сянката“. Юнг сочи историята за Мойсей и Ал-Кидр в 18-а сура (глава) на Корана като пример.
Юнг набляга на важността да усещаш материала на сянката и да го инкорпорираш в осъзнатото усещане, за да не проектираш тези атрибути на други.
Сянката в сънища често е представена от тъмни фигури от същия пол, като сънуващия.
Според Юнг, човешкото същество си има работа с реалността на Сянката по четири начина: отказ, проекция, интеграция и/или преобразуване.

### Анима и анимус
Юнг идентифицира Анима, като несъзнателен женски компонент в мъжа и анимус, като несъзнателен мъжки компонент в жената. Обаче това рядко е приемано в буквален смисъл: много съвременни юнгианци вярват, че всеки човек има и Анима и Анимус. Юнг постулирал, че Анима и Анимус действат като упътване към несъзнателно обединената същност и така формират осъзнатост. Връзката с Анима или Анимус е една от най-трудните и възнаграждаващи стъпки в психологическото израстване. Юнг съобщава, че е идентифицирал своята Анима, след като тя му е говорила неочаквано един ден, като вътрешен глас.
Често, когато хората игнорират комплексите Анима и Анимус, те се „съревновават“ за вниманието им, като се проектират върху други. Това обяснява, според Юнг, защо понякога незабавно сме привлечени от непознати: ние виждаме нашата Анима или Анимус в тях. Любовта от пръв поглед е пример за проекция на Анима или Анимус. Нещо повече, хората, които силно се идентифицират с тяхната полова роля, (например мъж, който действа агресивно и никога не плаче), нямат активно разпознати или включени Анима или Анимус.
Юнг обяснява човешкото рационално мислене, идващо от мъжката природа, докато ирационалните аспекти се разглеждат като женска природа. Следователно, ирационалността е мъжка Анима – сянка, а рационалността е женска Анимус – сянка.

### Психоанализа
Анализата е начин да се преживее и интегрира несъзнавания материал. Тя е търсене на значението на поведението, симптомите, събитията. Много са каналите за достигане до това велико самопознание. Анализът на сънища е най-общото. Други могат да включват изразяването на чувства в изкуството, поезията или други изрази на творчество.
Интерпретацията на сънищата и индивидиацията са комплексни, като процесът е изключително специфичен за личността.
Докато фройдистките психоаналитици предполагат, че потиснатия материал, скрит в несъзнаваното, е резултат от скрити сексуални инстинкти, то аналитичната психология има по-различен подход. Няма предварително предположение за несъзнавания материал. Несъзнаваното за юнгианските аналитици може да съдържа потиснати сексуални инстинкти, но също и стремежи, страхове и т.н.

## Произведения на юнгианци
Други юнгианци:
- 1. Юнг К. Г. (съст.) Човекът и неговите символи. Леге-Артис, Плевен, 2002
- 2. А. Самюел, Б. Шотър, Ф. Плаут – Критически речник на аналитичната психология на К. Г. Юнг. ЕА, Плевен, 1993
- 3. Дарил Шарп – Юнгиански Лексикон
- 4. Йоланде Якоби – Психологията на К. Г. Юнг, Леге Артис, Плевен, 2000
- 5. М Антони – Женският кръг на К. Г. Юнг
- 6. Аниела Яфе – К. Г. Юнг – образ и слово
- 7. Мари-Луиз фон Франц – Котката
- 8. Мари-Луиз фон Франц – Предсказване и синхроничност
- 9. Мари-Луиз фон Франц – Архетипови мотиви във вълшебните приказки
- 10. Мари-Луиз фон Франц – Алхимията: символика и психология
- 11. Мари-Луиз фон Франц– Анима и Анимус във вълшебните приказки
- 12. Древерман О. – Същественото е невидимо за очите. Малкият принц (дълбинно психологически тълкуване)
- 13. Я. Алистър; К. Хоуке, Е. Самюйлз и др. – Съвременна юнгиански анализа. Постюнгианска перспектива от обществото на аналитичната психология, Лондон
- 14. Джеймс Хол – Юнгианска анализа на сънищата
- 15. Джеймс Холис – Под Сянката на Сатурн.
- 16. Фриц Риман – Основни форми на страха.
- 17. Клариса Пинкола Естес – Бягащата с вълци. Инстинктивната природа на жените, ИК „Бард“, 2001